# Куртон-ла-Мёрдрак
Курто́н-ла-Мёрдра́к (фр. Courtonne-la-Meurdrac) — коммуна во Франции, находится в регионе Нижняя Нормандия. Департамент коммуны — Кальвадос. Входит в состав кантона Лизьё 1-й кантон. Округ коммуны — Лизьё.
Код INSEE коммуны — 14193.

## Население
Население коммуны на 2010 год составляло 694 человека.
| 1962 | 1968 | 1975 | 1982 | 1990 | 1999 | 2010 |
| ---- | ---- | ---- | ---- | ---- | ---- | ---- |
| 541  | 538  | 445  | 569  | 609  | 654  | 694  |

## Экономика
В 2010 году среди 449 человек трудоспособного возраста (15—64 лет) 317 были экономически активными, 132 — неактивными (показатель активности — 70,6 %, в 1999 году было 67,2 %). Из 317 активных жителей работали 287 человек (151 мужчина и 136 женщин), безработных было 30 (16 мужчин и 14 женщин). Среди 132 неактивных 40 человек были учениками или студентами, 61 — пенсионерами, 31 были неактивными по другим причинам.